# Switchfoot
Switchfoot is een Amerikaanse rockband uit San Diego, Californië, Verenigde Staten. De band is opgericht in 1996. De band bestaat uit Jon Foreman, Tim Foreman, Chad Butler, Drew Shirley en Jerome Fontamillas.
De band wordt door velen een christelijke band genoemd, hoewel ze zelf niet zo genoemd willen worden. Ze zien hun religie alleen als geloof en niet als muziekgenre. Om deze reden hebben ze ook een paar jaar niet gespeeld op christelijke festivals. Van die beslissing kwamen ze later terug.

## Geschiedenis
De band ontstond in 1996 als Chin Up (vernoemd naar de beste vriend van Jon: Willis) en werd opgericht door Jon Foreman, en Chad Butler, die bij elkaar in de klas zaten op school en dagelijks surften met elkaar. Al snel sluit Tim Foreman, de broer van Jon aan bij de bij nieuwe band. De naam van de band wordt uiteindelijk veranderd in Switchfoot. De bandnaam verwijst naar het surfen, switchfoot is een bekende term binnen de 'surfwereld' (veranderen van voetpositie). In het begin speelde Switchfoot alleen in kleine clubs. Tot op een dag Charlie Peacock op het antwoordapparaat staat en al in 1997, nog geen jaar na oprichting krijgt de band een platencontract. Kort daarop zitten ze in de studio voor de opnames van hun eerste album, Legend of chin en die verscheen dat jaar nog, 1997. Met het album won Switchfoot de "ASCAP San Diego Music Award" in de categorie "Best new artist".
In 2000 sluit Jerome Fontamillas aan bij de band, net nadat het derde album van de band was verschenen. Het album behaald goud in Amerika. In 2002 maakte de groep muziek voor de speelfilm, A Walk to Remember. In een scène van de film zingt Mandy Moore het nummer Only Hope van Switchfoot. Op de soundtrack van de film staan meerdere nummers van Switchfoot en duet tussen Mandy Moore en Jon Foreman. In 2003 stapt de band over naar de grote muzieklabel Colombia. De band dan vooral ook nog erg alternatief stapt deels over op meer poprock-achtige muziek. Dat jaar verschijnt ook een vierde album, The Beautiful Letdown. Het album valt erg goed, het behaald plaats 16 in de Billboard 200 en de eerste plaats in Top Christian Albums.
In 2004 brak de band internationaal door met de singles Meant To Live en Dare You To Move, dat verscheen er eveneens een verzamelalbum van de eerste jaren van de band, 1997-2000.
Bij het vijfde album dat uitkwam in 2005 Nothing is sound kwam gitarist Drew Shirley aansluiten bij de band. Dit album doet het nog beter dan de vorige, het behaald wederom de eerste plaats in de Top Christian Albums en het behaald plaats drie in de Billboard 200, totaal werden 2,6 miljoen exemplaren van het album verkocht. In 2006 verscheen het zesde album van de band, Oh! Gravity. genaamd. Deze haalde de achttiende plaats in de Billboard 200 en wederom de eerste plaats in de Top Christian Albums.
In 2007 maakte de band de themesong van Life of Ryan, een programma op MTV in de Verenigde Staten over het leven van de professionele skateboarder Ryan Sheckler.
In 2008 zijn ze begonnen aan het opnemen van het 7e album. Dit doen ze in hun eigen studio in San Diego, Californië. Het album wordt zomer 2009 verwacht. Net als in 2006 hebben ze nu ook weer een webcam in de studio waar je ze kunt volgen in de studio.
In mei liet Tim Foreman weten op Twitter dat er niet 1 nieuw album is opgenomen maar in totaal 4 nieuwe albums. Hun laatste album 'Hello Hurricane' is uitgekomen op 10 november 2009. Dit is album nummer 7, de opvolger van Oh! Gravity die uit kwam in 2006. Tim Foreman liet ook weten dat het volgende album na Hello Hurricane verwacht wordt in 2011 met de titel Vice Verses.
Op 10 juni 2010 kwam Chad Butler terug in zijn geboortestad Amsterdam om daar samen met de rest van Switchfoot in de Melkweg een concert te geven.
Op 6 juni 2015 kwam Switchfoot naar Nederland om op te treden tijdens de EO-jongerendag.

## Bandleden
- Jon Foreman: zang, gitaar
- Tim Foreman: basgitaar
- Jerome Fontamillas: gitaar, keyboard
- Drew Shirley: gitaar
- Chad Butler: drums

## Studioalbums
- 1997: Legend Of Chin
- 1999: New Way To Be Human
- 2000: Learning To Breathe
- 2003: The Beautiful Letdown
- 2005: Nothing is Sound
- 2006: Oh! Gravity
- 2009: Hello Hurricane
- 2011: Vice Verses
- 2014: Fading West
- 2016: Where the Light Shines Through
- 2018: NATIVE TONGUE
- 2021: interrobang

## Compilatie-albums
- 2004: The Early Years: 1997-2000
- 2008: The Best Yet

## Ep's
- 2004: Switchfoot: Live - EP
- 2006: Oh! EP
- 2010: Eastern Hymns For Western Shores
- 2014: The Edge of the Earth: Unreleased songs from the film "Fading West"

## Live-albums
- 2008: Best Of Bootlegs Vol.1

## Dvd's
- 2003: Switchfootage
- 2003: Live In San Diego
- 2004: The Beautiful Letdown Dual Disc
- 2004: Feet Don't Fail Me Now
- 2005: Nothing Is Sound Dual Disc
- 2006: Switchfootage 2
- 2007: Live At The Ventura Theatre
- 2008: The Best Yet
- 2009: Hello Hurricane
- 2009: The Best Yet Live in Nashville
- 2014: Fading West

## Muziekvideo's
- 1997: Chem 6a
- 1999: New Way To Be Human
- 1999: Company Car
- 2000: You Already Take Me There
- 2003: Meant to Live (liveversie)
- 2003: Meant to Live
- 2004: Meant to Live (Spiderman Versie)
- 2004: Dare You To Move
- 2004: Dare You To Move (Versie 2)
- 2005: Stars
- 2005: Stars (liveversie)
- 2006: We Are One Tonight
- 2006: We Are One Tonight (Fan Montage Versie)
- 2006: Happy Is A Yuppie Word
- 2006: The Blues (Photomontage)
- 2006: Oh! Gravity
- 2007: Awakening
- 2008: This Is Home (Narnia 2 Versie)
- 2008: This Is Home (liveversie)

## Discografie

### Singles
| Single met eventuele hitnotering(en) in de Nederlandse Top 40 | Datum van verschijnen | Datum van binnenkomst | Hoogste positie | Aantal weken | Opmerkingen                 |
| ------------------------------------------------------------- | --------------------- | --------------------- | --------------- | ------------ | --------------------------- |
| Meant To Live                                                 | 2004                  | 28-08-2004            | tip14           | -            | Nr. 92 in de Single Top 100 |